# یوسفلو
یوسفلو یکی از روستاهای استان آذربایجان شرقی است که در دهستان نقدوز بخش فندقلو شهرستان اهر واقع شده‌است.این روستا ۵۷ نفر جمعیت دارد.